# 伊恩·亨德森
伊恩·亨德森（英語：Iain Henderson；1992年2月21日—）是一位愛爾蘭橄欖球運動員。他是愛爾蘭國家橄欖球隊的一員，代表愛爾蘭參加了2015年世界盃橄欖球賽。